# 鈴鹿トンネル
鈴鹿トンネル（すずかトンネル）は、三重県亀山市と滋賀県甲賀市の県境の安楽峠にある新名神高速道路のトンネル、または鈴鹿峠にある国道1号のトンネルである。

## 概要
- 上り線（名古屋方面）長さ : 4,005m[1][注 1]。
- 下り線（大阪方面）長さ : 3,959m[1][注 2]

2017年12月9日まで、新名神高速道路既開通区間の最長トンネルであった（現在は箕面トンネルが最長）。当トンネルが開通したことにより、荒天時の国道1号 鈴鹿峠の通行止による三重・滋賀県間の交通寸断の懸念がなくなり、道路事情が大幅に改善された。
新名神高速道路の大部分が、建設途中の2003年3月25日に道路関係四公団民営化推進委員会から発表された建設コスト削減計画により、暫定4車線で供用開始となっている中で、下り線の鈴鹿トンネル区間とその前後のみ（亀山西JCT-甲賀土山IC）当初計画通り3車線の上下線計5車線で供用されている。こういったトンネル・長大橋の区間は、仮に完成6車線での運用が決まった際に、大規模な改修工事が必要になることから、初めから完成6車線の規格で施工された。
三重県側の錐ヶ瀧橋からトンネル内にかけて、約5kmの直線区間が続いている。線形が良く設計されている新名神高速道路の既開通区間の中でも、直線区間がこれだけ長いのは、この区間だけである。
トンネル西側の高度は313mで、東側は234mと東西で79mの高低差（縦断勾配2%）がある。名古屋方面へ向かう上り線を走行する場合は、トンネル内であることでスピード感覚が希薄になりやすいので、走行には注意が必要である。
従来の3車線トンネルよりも広く掘削されており、断面積が名神高速道路にあるトンネルの約2.5倍になる約200m2もあり、全幅員は15mという広幅員構成である。したがって、通常のトンネルよりも照明数が必然的に多くなり、コストがかかることから、大光量かつ高効率の照明が開発され、従来型の照明より設置個数が削減された。詳細は下表のとおり。
|          |        | 従来型  | 改良型  | 備考   |
| -------- | ------ | ------- | ------- | ------ |
| 設置間隔 | 上り線 | 4.6m    | 8.6m    | 1.87倍 |
| 設置間隔 | 下り線 | 3.7m    | 6.6m    | 1.78倍 |
| 設置個数 | 上り線 | 1,734灯 | 928灯   | ▲806灯 |
| 設置個数 | 下り線 | 2,131灯 | 1,194灯 | ▲937灯 |

### TBM掘進記録
トンネルボーリングマシン（TBM）であらかじめ小さなトンネル（導坑）を掘削し、その後NATM工法で拡幅する導坑先進工法で施工された。なお、新名神高速道路の他3トンネルもこの工法で施工されている。
導坑を掘削したTBMは直径5m、長さ13.2m、重さ約123tの急速施工システムを採用し土木学会技術開発賞を受賞した。
下り線工事にて最大月進769mを記録。国内記録を26年ぶりに更新したが、上り線工事においてそれを上回る885.6mを記録。TBM掘進月進日本記録で認定された。
- 最大月進 : 886m（1999年10月18日-1999年11月17日）
- 最大日進 : 58m（国内2位）
- 平均月進 : 約500m

## 歴史
- 2000年8月5日 : 下り線貫通。
- 2004年5月26日 : 上り線貫通。
- 2008年2月23日 : 新名神高速道路 亀山JCT-草津田上ICの開通により供用開始。

## ギャラリー

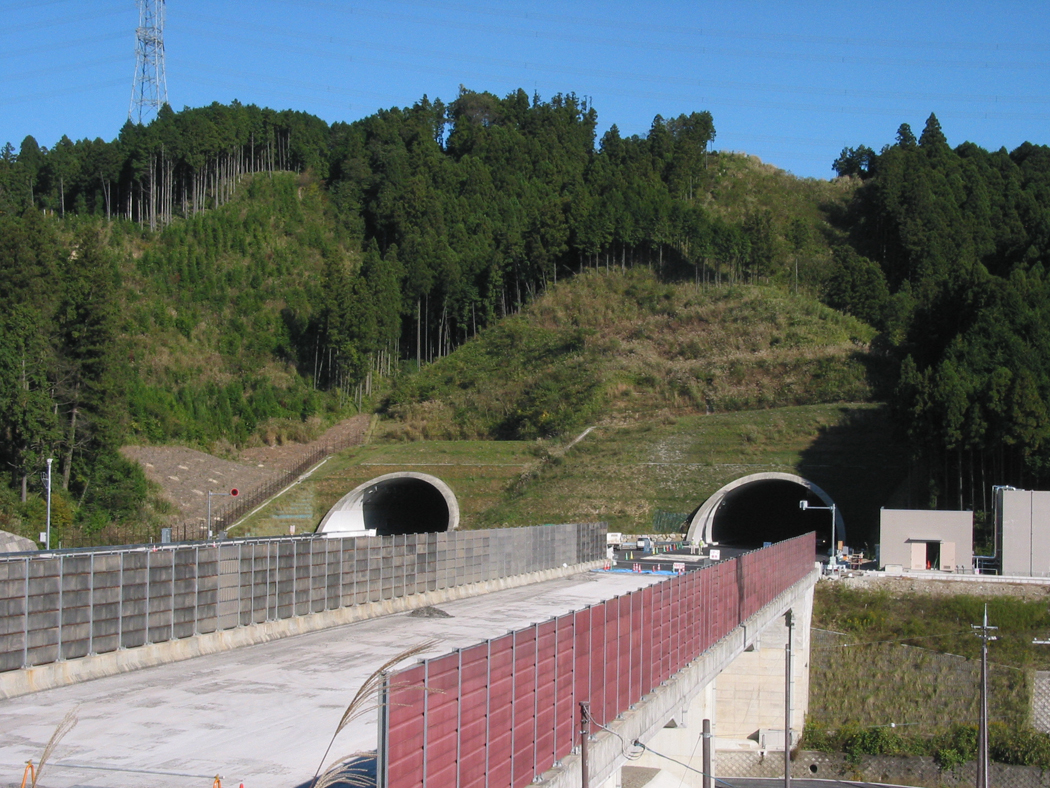
建設時の西坑口
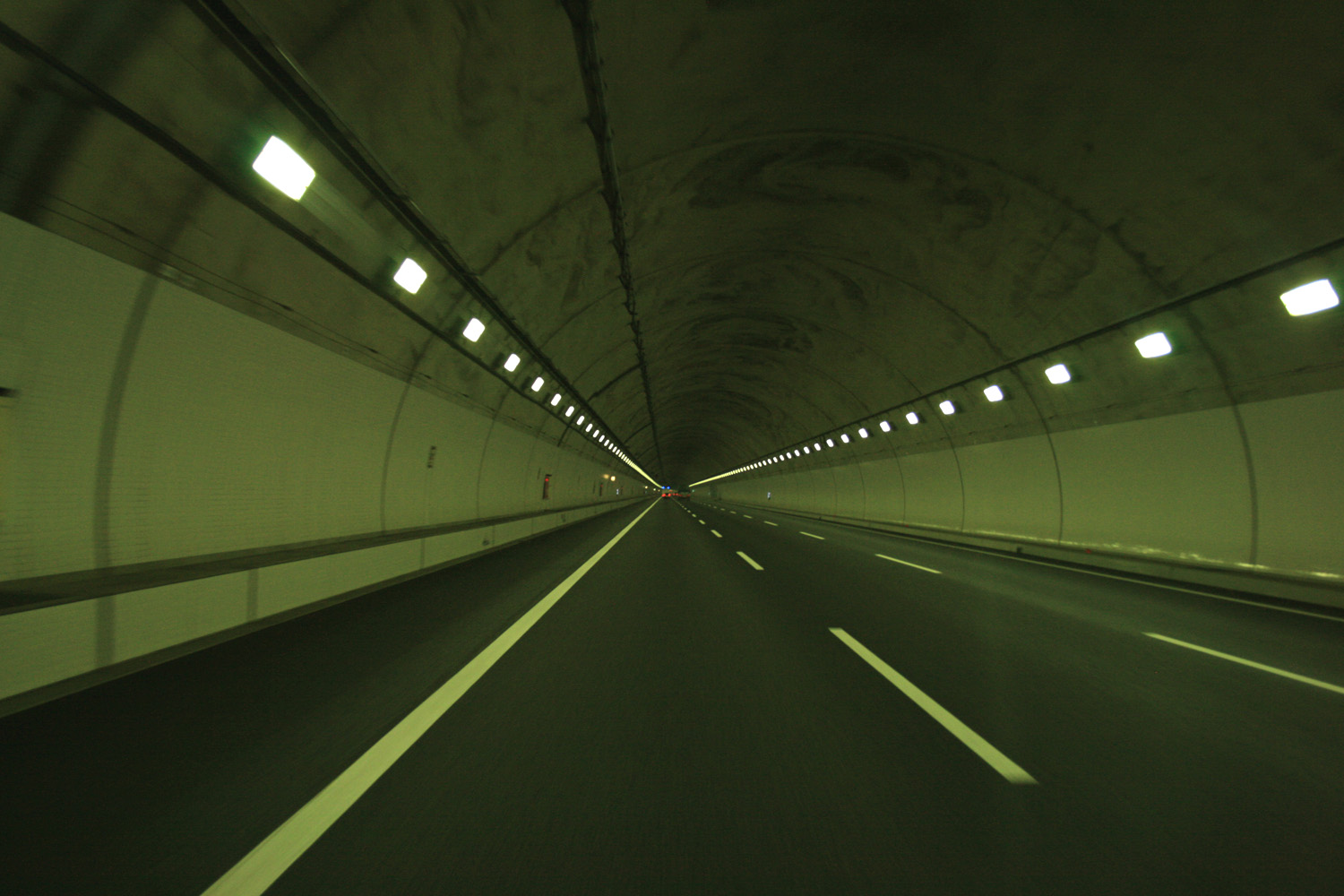
下り線内部
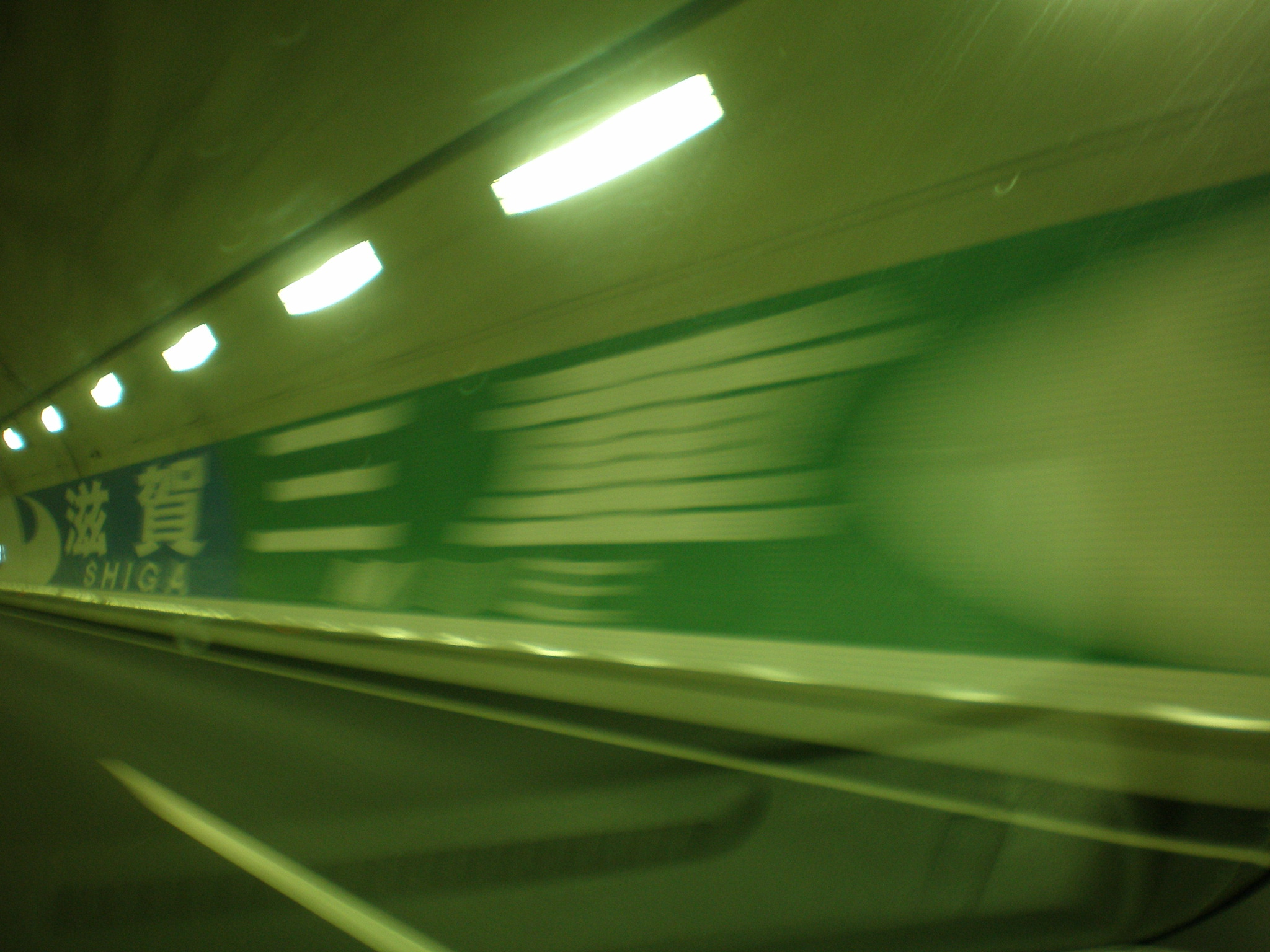
下り線内部の県境

## 鈴鹿トンネル・新鈴鹿トンネル（国道1号）
- 鈴鹿トンネル（上り線 亀山・四日市・名古屋・伊勢方面）長さ : 276m
- 新鈴鹿トンネル （下り線 大津・京都・大阪方面）長さ : 395m

鈴鹿トンネルは鈴鹿隧道とも呼ばれトンネルの扁額にも鈴鹿トンネルとは表記されずに「鈴鹿隧道」と表記されていた。アーチ部はコンクリートブロック巻、側壁は場所打コンクリート巻のトンネルである。坑門にはゴシック風の三つ鉾を模したピラスターが施され、壁面に下見板張り風横縞の装飾がされていた。新鈴鹿トンネルの開通までは信号機による交互通行規制が実施されていたが新トンネル開通後は亀山・四日市方面への一方通行となり信号機も撤去された。後のトンネル改築（拡幅: 1990年11月竣工）でトンネル内に右カーブを取り込みトンネル出口（亀山方）直後の急カーブが改善された。またトンネルの両ポータルも作り替えられたがそのデザインは元の意匠を模して復元された。なお改築後の扁額は「鈴鹿隧道」から「鈴鹿トンネル」と変更され、元の扁額は両側のポータル側壁に埋め込まれた。
国道1号の当トンネルは鈴鹿山脈を南北に貫いているのに対し、新名神高速道路の鈴鹿トンネルは東西に貫いている。
新名神高速道路の鈴鹿トンネルとは約2km離れている。

### 歴史
- 1922年6月20日 : 鈴鹿トンネル着工[9]。
- 1924年7月20日 : 鈴鹿トンネル開通[9]。
- 1967年3月6日 : 鈴鹿トンネル内にて車両13台が炎上する火災事故が発生[10]。
- 1978年11月30日 : 新鈴鹿トンネル開通。
- 1991年5月15日 : 鈴鹿トンネル改築工事完了。

### 火災事故
1967年（昭和42年）3月6日5時頃、国道1号の鈴鹿トンネル（当時、長さ244メートル、幅6.5メートル）内で貨物自動車から出火し、トンネル内の対向側に立ち往生した12台の貨物自動車へ次々に燃え移った。結果として13台の貨物自動車が全焼し、4名が負傷した。この事故は日本で最初の歴史的なトンネル内自動車火災事故になり、これを機に日本政府は道路トンネルの防災計画を見直した。
出火した車両（日野TH80型1964年式、7トン積み）はサイドブレーキ周囲に生じた隙間から運転席に入る排気ガスを防ぐために、運転手がゴム製の板を自作して取り付けてあった。これが振動でずれてエキゾーストマニホールドの側面に触れていたが、運転手は焦げた臭いを感じながらも運転し続け、三重県側から鈴鹿トンネルに入ってすぐの所で出火した。この車両は約4トンのプラスチック製容器を積載していた。直後に滋賀県側から通りがかったタンクローリー車の運転手が停車して消火器を貸したが、使用方法が分からず消火できなかった。その間に火が積み荷のプラスチック製容器へ燃え移って異臭が発生し、タンクローリー車の運転手は身の危険を感じたため、車を前進させて三重県側へ脱出した。この直後に燃えた積み荷が崩れて道をふさぎ、滋賀県側から来た後続の貨物自動車12台は前進も後退もできずに立ち往生した。この時、現場は三重県側から滋賀県側へ風が吹き込んでおり、後続車両へ次々に延焼することになった。
このトンネルには消火栓や非常電話といった防災設備は一切なかった。最初の通報は、車を乗り捨てて滋賀県側に脱出した一人が最寄りの飲食店から地元の駐在所へ電話をかけ、計8か所を経由して亀山市消防本部まで伝わった。5時40分頃、滋賀県側から土山町消防団が到着したが、トンネルから吹き出す煙のため内部に進入できず、現地の水利が乏しいこともあって、14時頃までは山林火災を防止するための注水で精一杯であった。6時10分頃、三重県側から亀山市消防本部が手配したポンプ車が到着し、一番手前の車を消火しては警察が手配したレッカー車で車を外へ引き出すという作業を繰り返した。14時30分までに三重県側、16時30分までに滋賀県側の消火活動が終了した。
近畿地方建設局は応急復旧に向けて、3月6日15時から火災の熱で亀裂が入った防水モルタルを剥がし始めた。3月8日3時、応急復旧が完了して通行を再開した。
出火車両の運転手は3月6日14時に業務上失火罪と業務上過失罪の容疑で逮捕された。津地方裁判所は業務上失火罪の成立を認め、禁固10か月の有罪判決を言い渡した。名古屋高等裁判所での控訴審では弁護側からの量刑不当の主張を受け入れ、禁固10か月、執行猶予3年を言い渡した。弁護側は上告したが、1971年（昭和46年）12月20日、最高裁判所第二小法廷は上告趣旨が上告理由にあたらないとして棄却した。

## ギャラリー

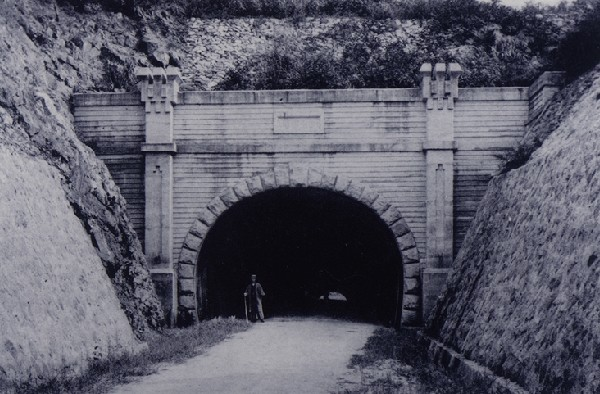
1930年代の滋賀県側坑門
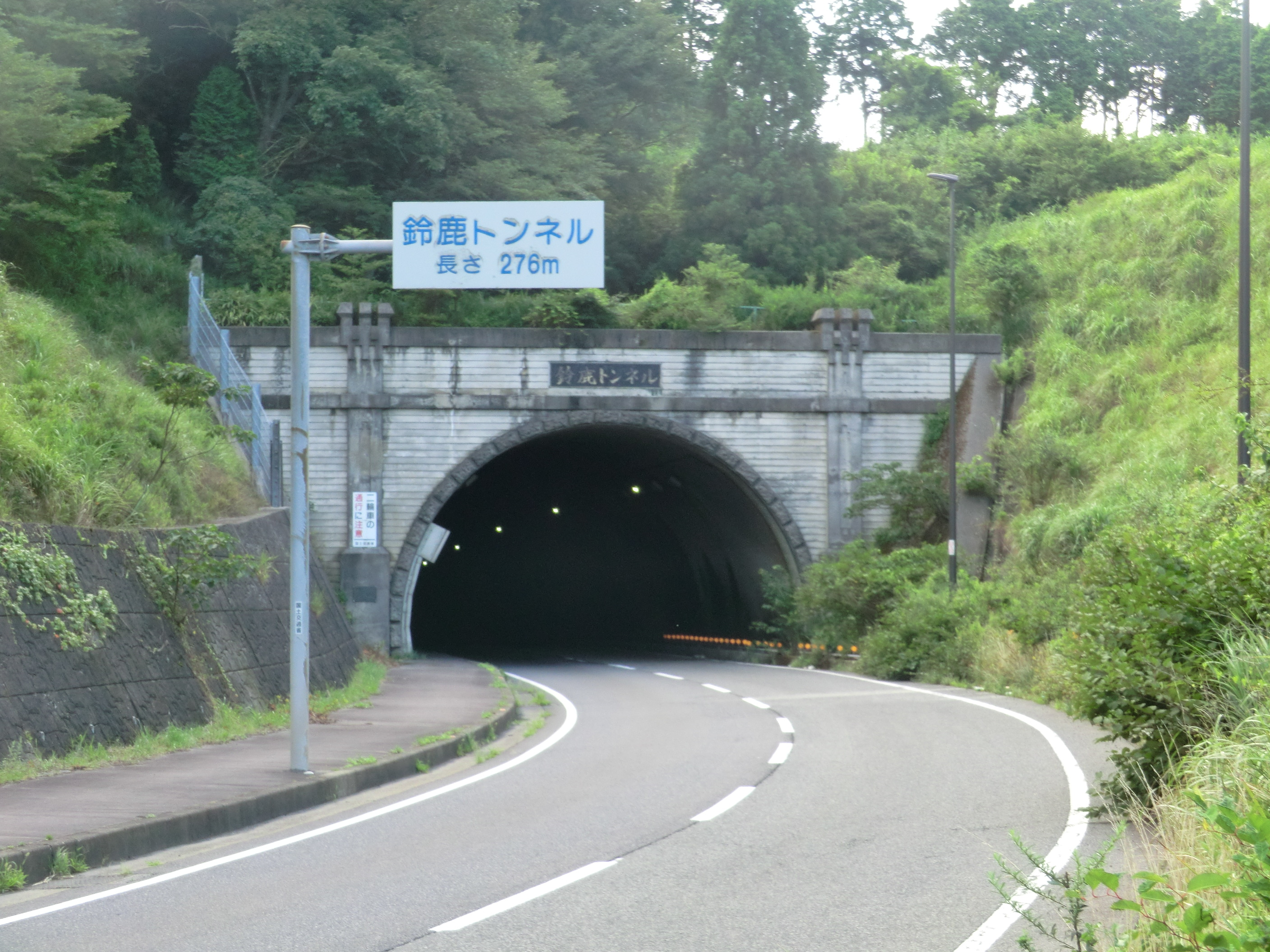
滋賀県側坑門（旧坑門を再現した設計）